# Ungulinidae
Ungulinidae é uma família de moluscos bivalves da ordem Veneroida.

## Classificação
- Gênero Diplodonta Bronn, 1831
  - Diplodonta aleutica W. H. Dall, 1901
  - Diplodonta candeana (d'Orbigny, 1842)
  - Diplodonta cornea (Reeve, 1850)
  - Diplodonta discrepans (Carpenter, 1857)
  - Diplodonta globus (Finlay, 1927)
  - Diplodonta impolita S. S. Berry, 1953
  - Diplodonta inezensis (Hertlein e Strong, 1947)
  - Diplodonta lupina Brocchi, 1814
  - Diplodonta notata W. H. Dall e Simpson, 1901
  - Diplodonta nucleiformis Wagner, 1838
  - Diplodonta obliqua Philippi, 1846
  - Diplodonta orbella (Gould, 1851)
  - Diplodonta punctata (Say, 1822)
  - Diplodonta rotundata
  - Diplodonta semiaspera Philippi, 1836
  - Diplodonta sericata (Reeve, 1850)
  - Diplodonta soror C. B. Adams, 1852
  - Diplodonta striatula (Finlay, 1927)
  - Diplodonta subglobosa C. B. Adams, 1852
  - Diplodonta torrelli Jeffreys, 1976
  - Diplodonta venezuelensis Dunker, 1848
  - Diplodonta verrilli W. H. Dall, 1900
- Gênero Felaniella W. H. Dall, 1899
  - Felaniella cornea (Reeve, 1850)
  - Felaniella gericata (Reeve, 1850)
  - Felaniella parilis (Conrad, 1848)
  - Felaniella rakiura (Powell, 1939)
  - Felaniella sericata (Reeve, 1850)
  - Felaniella usta (Gould, 1861)
  - Felaniella vilardeboana (d'Orbigny, 1846)
  - Felaniella zelandica (Gray, 1835)
- Gênero Phlyctiderma
  - Phlyctiderma notata (W. H. Dall e Simpson, 1901)
  - Phlyctiderma phoebe (Berry, 1960)
  - Phlyctiderma semiaspera (Philippi, 1836)
- Gênero Ungulina
  - Ungulina cuneata (Spengler, 1782)